# Terri Attwood
Terri Attwood (* 20. listopadu 1959) je profesorkou bioinformatiky na School of Computer Science, University of Manchester a School of Biological Sciences v rámci Univerzity v Manchesteru a hostující výzkumnicí na European Bioinformatics Institute (EMBL-EBI).

## Vzdělání
V roce 1982 získala Attwood na University of Leeds bakalářský titul z biofyziky. O dva roky později, v roce 1984, získala titul PhD, taktéž v oboru biofyziky.

## Výzkum a kariéra
Poté Attwood na University of Leeds pokračovala v postdoktorátním výzkumu, a to až do roku 1993, kdy začala pracovat pro University College London. V roce 1999 přesídlila na University of Manchester. Její výzkum se zabývá převážně proteinovým sekvenčním alignmentem a analýzou proteinů.
Anttwood objevila proteinové otisky prstů a založila databázi PRINTS. Dále se snažila sjednotit klasifikaci a anotaci proteinů a v roce 1997 založila proteinovou databázi InterPro, s Pfam, ProDom a UniProt jako partnery konsorcia.